# Ehunmilak Ultratrail
El Ehunmilak Ultra Trail es una carrera de trail running que se realiza anualmente a primeros de julio en la localidad de Beasáin (Gipúzkoa, País Vasco).

## Desarrollo
Su punto de partida es Beasáin, recorriendo las comarcas vascas de Goierri, Urola, Urola Kosta, Debagoiena y Tolosaldea. Además, durante algunos kilómetros (desde el 115 al 127 aproximadamente) recorre la muga con el territorio de la vecina Navarra. Dispone de varias modalidades de carrera por montaña, siendo la prueba reina la que se compone de 168 kilómetros y 22 mil metros de desnivel acumulado. Debido a la dureza de la prueba, se exige a los corredores una serie de material deportivo mínimo, así como que aseguren alimentación para realizar la prueba en régimen de semi-autosuficiencia, ya que sólo agua podrán recargar en los diferentes avituallamientos. La prueba está reconocida por la Federación Vasca de Montaña Euskal Mendizale Federazioa (EMF) y es puntuable para el prestigioso trail de Mont Blanc.

## Modalidades

### Ehunmilak Ultra Trail
Consta de una distancia de 168 kilómetros y 22 mil metros de desnivel acumulados.

### G2haundiak Goierri Trail
Consta de una distancia de 88 kilómetros y 12 mil metros de desnivel acumulados.

### Marimurumendi Marathon
Consta de una distancia de 42,195 metros y 4400 metros de desnivel acumulados.